# Jan Hoeijmakers
Jan Hendrik Jozef Hoeijmakers (Sevenum, 15 maart 1951) is een Nederlandse moleculair bioloog, biochemicus en moleculair geneticus. Hij is bekend om zijn opheldering van de DNA-herstelmechanismen en de gevolgen van defecten in het herstelmechanisme op de genetische stabiliteit bij ouderdom, kanker en verschillende erfelijke aandoeningen.

## Leven
Hoeijmakers studeerde biologie aan de Radboud Universiteit Nijmegen en is in 1975 afgestudeerd (in de richting Biochemie en Genetica). In 1981 promoveerde hij aan de Universiteit van Amsterdam bij Piet Borst op het proefschrift Trypanosomes: Kinetoplast DNA and Antigenic Variation. Vervolgens werd hij aangesteld bij het genetisch instituut van de Erasmus Universiteit Rotterdam. In 1993 werd hij aldaar hoogleraar moleculaire genetica.

## Werk
Voor zijn proefschrift waarin hij het moleculaire mechanisme van de antigene variatie bij trypanosomen verklaarde, ontving hij in 1983 de Harold-Quintus-Bosz-Prijs. Hij verschafte hiermee inzicht in de structuur en de (hoofd)functie van het netwerk van mitochondrisch DNA van de parasiet. Bovendien toonde hij het complexe genetische mechanisme aan waarmee trypanosomen hun oppervlakte-antigenen voortdurend veranderen om aan het immuunsysteem te ontkomen.
In het begin van de jaren tachtig kloonde hij in Rotterdam de eerste menselijke genen die voor het DNA-herstel verantwoordelijk waren en ontdekte hij een sterke evolutionaire stabiliteit van het DNA-herstelsysteem. Hij verduidelijkte het mechanisme van het nucleotide excisie herstel (NER) en de daaraan verwante erfelijke aandoeningen (Xeroderma pigmentosum, Cockayne-Syndrom, Trichothiodystrophie) en hij ontdekte samen met J-M. Egly, dat transcriptiefactor IIH (TFIH) het DNA voor de start van het NER opent. Zijn laboratorium werkte verder aan een exacte verklaring en regulatie van de factoren die een rol spelen bij het DNA-herstel. Tevens werden er muismodellen ontwikkeld en kon men met fluorescente proteïnen het DNA- herstel in levende organismen observeren. Daarbij vonden zij ook een sterk direct verband tussen het DNA-herstel en verschillende ouderdomsverschijnselen.
Hij heeft meerdere octrooien in handen en was betrokken bij de oprichting van Dnage (2004), om zoveel mogelijk gebruik te maken van zijn eigen onderzoeksresultaten en die van zijn team. In 2011 richtte hij het bedrijf AgenD op.

## Onderscheidingen
In 1986 ontving hij de De Snoo - van ’t Hoogerhuijs-prijs (voor de isolatie van het eerste menselijk gen voor DNA-herstel), in 1995 kreeg hij samen met Bootsma de Louis Jeantet-prijs voor hun inspanningen voor onder meer het DNA-herstel en in 1998 nam hij de Spinozapremie, de hoogste onderscheiding in de Nederlandse wetenschap, in ontvangst.
In 2000 kreeg hij met zijn collega’s de Descartesprijs, in datzelfde jaar kreeg hij ook de Van Gogh-prijs, in 2001 volgde de Josephine Nefkensprijs voor kankeronderzoek en in 2008 kreeg een Advanced Grant van de European Research Counsil. In 2011 ontving hij samen met Bert Vogelstein de prijs van de Charles Rodolphe Brupbacher Stichting voor hun onderzoek naar genoomstabiliteit en de rol hiervan bij veroudering en kanker. In dat jaar kreeg hij tevens de Koningin Wilhelmina Onderzoeksprijs van KWF Kankerbestrijding.
Hoeijmakers werd in 2011 hij Academiehoogleraar aan de Koninklijke Nederlandse Akademie van Wetenschappen.

## Publicaties
- J. H. J. Hoeijmakers Genome maintenance mechanisms for preventing cancer, Nature 411, 2001, 366-374
- J. H. Hoeijmakers DNA Damage, aging, and cancer, New England Journal of Medicine, 361, 2009, S. 1475–1485
- G. A. Garrinis, G. T. van der Horst, J. Vijg, J. H. Hoeijmakers DNA damage and aging: new-age ideas for an age-old problem, Nature Cell Biology 10, 2008, S. 1241–1247
- J. de Boer, J. O. Andressoo, J. de Wit, J. Huijmans, R. B. Beems, H. van Steeg, G. Weeda, G. T. J. van der Horst, W. van Leeuwen, A. P. N. Themmen, M. Meradji, J. H. J. Hoeijmakers Premature aging in mice deficient in DNA repair and transcription, Science 296, 2002, S. 1276–1279
- L. J. Niedernhofer, G. A. Garinis, A. Raams, S. A. Lalai, R. A. Robinson, E. Appeldoorn, H. Odijk, R. Oostendorp, A. Ahmad, W. van Leeuwen, A. Theil, W. Vermeulen, G. T. van der Horst, P. Meinecke, W. Kleijer, J. Vijg, N. G. J. Jaspers, J. H. Hoeijmakers A new progeriod syndrome reveals that genotoxic stress suppresses the somatotroph axis, Nature 444, 2006, 1038–1043
- H. Lans, J. H. Hoeijmakers Cell Biology: aging nucleus gets out of shape, Nature, 440, 2006, S. 32-34